# Kozjača
Kozjača is een plaats in de gemeente Velika Gorica in de Kroatische provincie Zagreb. De plaats telt 330 inwoners (2001).